# Spettekaka

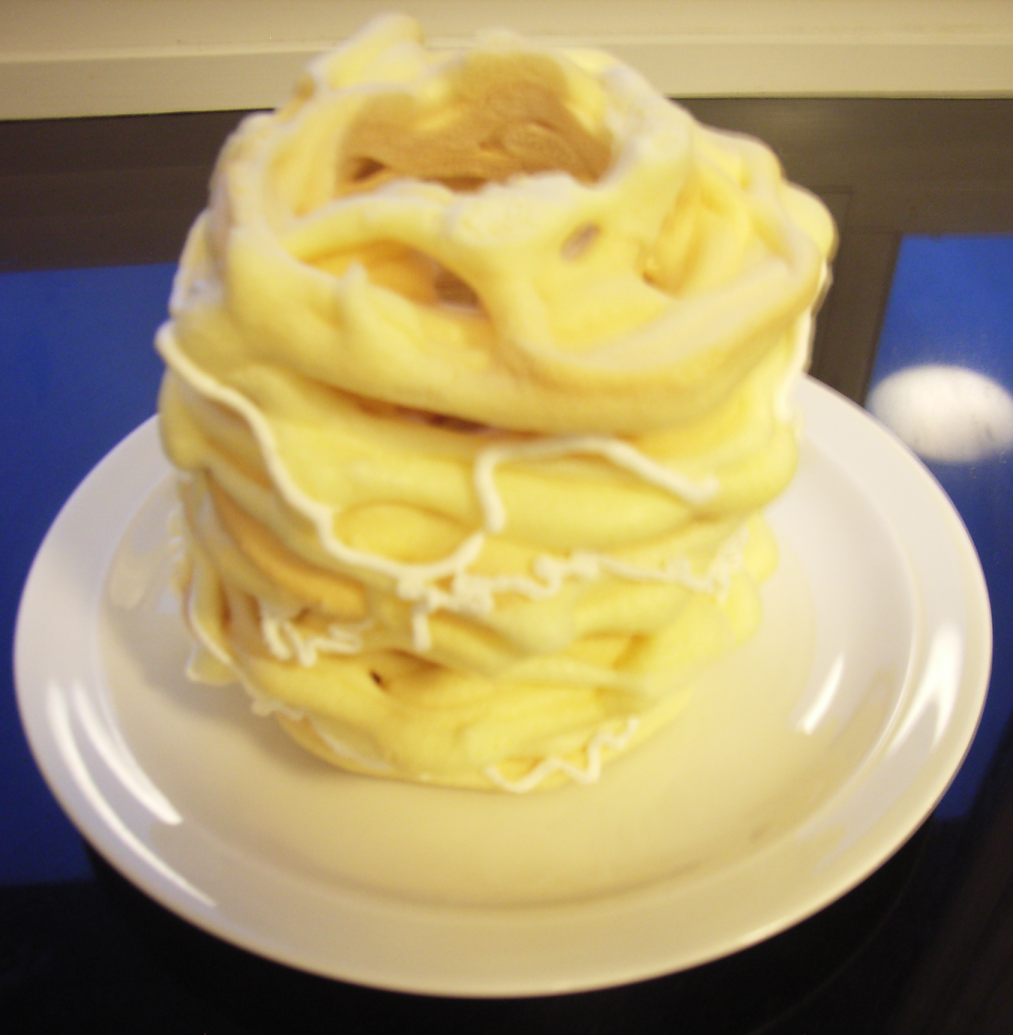
Petit spettekaka.

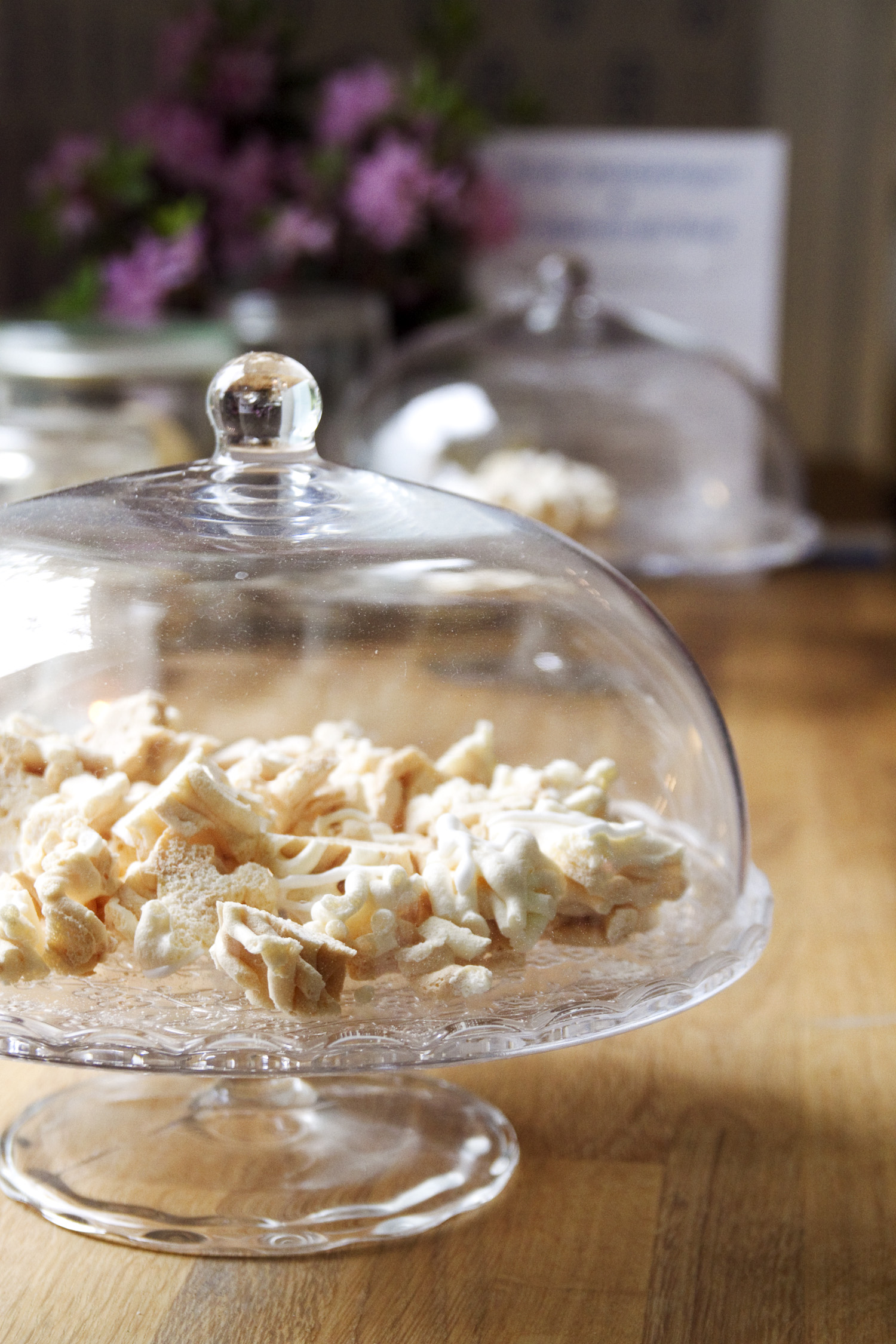
Morceaux d'un grand spettkaka.

Le spettekaka, ou spettkaka (« gâteau à la broche » en suédois) est un dessert régional du sud de la Suède, principalement dans la province de Scanie (Skåne) mais aussi dans le Halland. C'est un élément important du patrimoine culinaire de la Scanie.
Un mélange, constitué principalement d'œufs, de farine de pomme de terre et de sucre, travaillé pour former une pâte filante, est placé sur une broche et mis en rotation au-dessus d'un feu ouvert. Le dessert ainsi préparé est très sec. Il est ensuite enveloppé dans un sac en plastique qui est scellé pour préserver son état de siccité. Pour qu'il reste croquant, le gâteau ne doit être déballé qu'au moment de le consommer. La taille d'un spettekaka peut varier de quelques centimètres à plus d'un mètre de hauteur et plus de trente centimètres de diamètre.
Les gâteaux de grande taille doivent être servis en les sciant en petits pavés, tout en les laissant dressés autant que possible. Une lame de scie à métaux est utilisée pour scier doucement le dessert en portions de taille adaptée, car il pourrait voler en miettes si on se servait d'un couteau ou si on exerçait une pression trop forte avec une lame de scie.
Le spettekaka se sert accompagné d'un café noir, de glace à la vanille  et de  porto.
Le Skånsk spettkaka (« spettkaka de Scanie ») bénéficie d'une indication géographique protégée (IGP) selon la réglementation européenne.